# 1569年
| 千纪： | 2千纪 |
| 世纪： | 15世纪 \| 16世纪 \| 17世纪                                                                                 |
| 年代： | 1530年代 \| 1540年代 \| 1550年代 \| 1560年代 \| 1570年代 \| 1580年代 \| 1590年代                           |
| 年份： | 1564年 \| 1565年 \| 1566年 \| 1567年 \| 1568年 \| 1569年 \| 1570年 \| 1571年 \| 1572年 \| 1573年 \| 1574年 |
| 纪年： | 己巳年（蛇年）；明隆庆三年；越南莫朝崇康二年，后黎朝正治十二年；日本永祿十二年                             |

## 大事记
- 1月——本圀寺之變，三好三人眾趁織田信長退回美濃時，聯合舊美濃國主齋藤龍興領兵襲擊足利義昭，但敗於細川藤孝、三好義繼以及攝津的國人眾伊丹親興、池田勝正和荒木村重組成的援軍，再度退回阿波國。
- 1月——織田信長為限制足利義昭的大將軍權力，訂立「殿中御掟」迫使足利義昭承認，使得足利義昭與織田信長的對立成形。
- 3月13日——孔代在法國宗教戰爭的雅爾納克戰役（英语：Battle of Jarnac）中喪生。
- 9月——武田信玄入侵武藏國，北條氏邦據守鉢形城，北條氏照據守瀧山城，武田軍於是撤退。
- 10月3日——法國宗教戰爭時期胡格諾派代表人加斯帕爾·德科利尼在蒙孔圖爾戰役（英语：Battle of Moncontour）中敗北。
- 10月——武田信玄率軍2萬攻向小田原城，見無法破城，4天後於城外放火撤退，北條氏政親率軍追擊，並命北條氏照、北條氏邦前後夾擊，不料在三增峠之戰遭武田軍擊敗，北條氏政聞訊隨即收兵。
- 10月，伊勢國大河內城被攻下，北畠家向信長臣服，和睦的條件為迎接織田信長的次男茶筅丸（後來的織田信雄）為養嗣子。
- 今川氏的最後的根據地掛川城遭到包圍，今川氏真固守城池，在籠城戰的最後投降德川家康，今川氏真得到後北條氏保護而進入了伊豆國，自此今川氏宣告覆滅，距離今川義元之死僅十年左右。
- 上杉輝虎以收北條氏康七男三郎為養子、派家臣柿崎景家之子柿崎晴家至北條家擔任人質、承認北條氏康外甥足利義氏為古河公方為條件，與北條氏政成立越相同盟（日语：越相同盟），北條氏康、北條氏政則承認上杉輝虎為關東管領。
- 上杉謙信以維持親上杉氏政策的神保長職方援軍身份渡過神通川，鎮壓主張與武田氏和加賀一向一揆同盟的神保長住等反上杉派系。
- 杰拉杜斯·麦卡托發明了麥卡托投影法
- 奧圖曼帝國圍攻俄羅斯帝國阿斯特拉罕並開始攻城。同時一支艦隊圍困亞速海。
- 三增峠之戰，因甲相駿三國同盟的破裂，武田家和北條家在薩埵峠對陣，武田信玄曾率軍包圍北條氏康的小田原城，但勝敗不甚明確。
- 本庄城城主本庄繁長與上杉輝虎講和，本庄繁長之亂結束。
- 盧布林聯合將立陶宛大公國南部的魯塞尼亞地區——加利西亞-沃爾希連、波德拉奇亞、波多利亚和基輔——併入波蘭王國王冠領地，組成波蘭立陶宛聯邦。
- 緬甸征服大城和萬象。

## 出生
- 賈漢吉爾，印度莫臥兒帝國皇帝
- 熊廷弼（1569年－1625年），明末傑出將領
- 立花誾千代
- 淺井茶茶（1569年－1615年），淺井長政長女，豐臣秀吉側室

## 逝世
- 3月13日——孔代，法國軍人和政治家，孔代家族的始祖。